# Adriano Zanaga
Adriano Zanaga (Padova, 14 gennaio 1896 – Padova, 31 gennaio 1977) è stato un ciclista su strada italiano.

## Carriera
Professionista tra il 1921 ed il 1930, si distinse come passista veloce, specialmente nelle corse in linea. Corse per la Ganna, la Fusarp-Wolber, la Legnano, la Ideor, la Peugeot, la Opel, la Alcyon e la Bianchi. Fu campione italiano tra i dilettanti nel 1921, anno in cui vinse anche la Coppa del Re e la Tre Valli Varesine, in cui venne però declassato. Vinse due volte la Milano-Torino, nel 1922 e nel 1925, oltre una tappa del Giro d'Italia 1924, con arrivo a Napoli. Altri risultati di rilievo furono i secondi posti al Giro di Romagna 1921, al Giro del Veneto 1925 e al Giro di Lombardia 1929. 

## Palmarès
- 1921 (Ganna, quattro vittorie)

Campionati italiani, Prova in linea dilettanti
Campionati italiani, Prova in linea Juniores
Coppa del Re
La Popolarissima
Coppa della Vittoria
- 1922 (Ganna, due vittorie)

Milano-Torino
Coppa della Vittoria
Campionati italiani, Prova in linea Juniores
- 1924 (Legnano, due vittorie)

Coppa d'Inverno
4ª tappa Giro d'Italia (Roma > Napoli)
- 1925 (Ideor, una vittoria)

Milano-Torino
- 1927 (Opel, due vittorie)

Rund um die Hainleite
Quer Durch Thüringen

## Piazzamenti

### Grandi giri
- Giro d'Italia

1924: ritirato
1925: ritirato
1928: ritirato
1929: 21º

### Classiche monumento
- Milano-Sanremo

1922: 4º
1923: ritirato
1926: 12º
1929: 4º
- Giro di Lombardia

1921: 18º
1924: 9º
1925: 4º
1929: 2º